# Branden in Zuid-Californië in januari 2025
Sinds 7 januari 2025 werd het grootstedelijk gebied van Los Angeles en de omliggende gebieden in Zuid-Californië, waaronder Pacific Palisades, Eaton, Hurst en Sunset, getroffen door een reeks branden. Er vielen minstens 28 doden, meer dan 10.000 huizen werden verwoest, meer dan 2.000 huizen beschadigd en meer dan 200.000 personen gedwongen te evacueren.
Ze werden door de Amerikaanse president Joe Biden omschreven als de "meest verwoestende" branden uit de geschiedenis van Californië.
De eigendommen van veel acteurs werden vernietigd: Mandy Moore, Cary Elwes, Eugene Levy, Billy Crystal, Paris Hilton, Adam Brody, Leighton Meester, Anthony Hopkins, Jeff Bridges, John Goodman, Miles Teller, James Woods, Mel Gibson, Diane Warren, Mark Hamill, Ricki Lake en Ed Harris.

## Branden
Tussen 7 en 10 januari ontstond een groot aantal branden, die zich door de sterke wind snel verspreidden. Een aantal van deze branden veroorzaakten grootschalige verwoesting.

### Palisades-brand
De Palisades-brand ontstond op 7 januari in het Santa Monicagebergte nabij de wijk Pacific Palisades. Deze brand verspreidde zich snel naar de Pacific Palisades en de nabijgelegen stad Malibu, en vernietigde of beschadigde ten minste 4.000 gebouwen.

### Eaton-brand
De Eaton-brand ontstond op 7 januari in Eaton Canyon, ten noorden van Altadena en breidde zich de volgende ochtend uit tot een gebied van 40 vierkante kilometer. De brand verwoestte een groot deel van Altadena, waar meer dan 6.500 gebouwen afbrandden.

## Oorzaken
De winters van 2023 en 2024 waren erg nat, wat overstromingen veroorzaakte en de vegetatiegroei bevorderde. Aan de andere kant viel er van 1 juli 2024 tot 5 januari 2025 slechts 4 millimeter water op Los Angeles, waardoor een ernstige droogte en een extreem risico op brand ontstond.
De verspreiding van de branden werd verergerd door uiterst ongunstige weersomstandigheden. De branden werden aangewakkerd door de Santa Ana-wind, een hete, droge wind uit de woestijn, een veel voorkomend fenomeen in Zuid-Californië tijdens de herfst en winter. De windstoten bereikten snelheden van 160 km/uur, voorzagen de branden van zuurstof en verhinderden de interventies van waterbommenwerpers en helikopters, waardoor de rampen aanzienlijk werden verergerd.

## Afbeeldingen

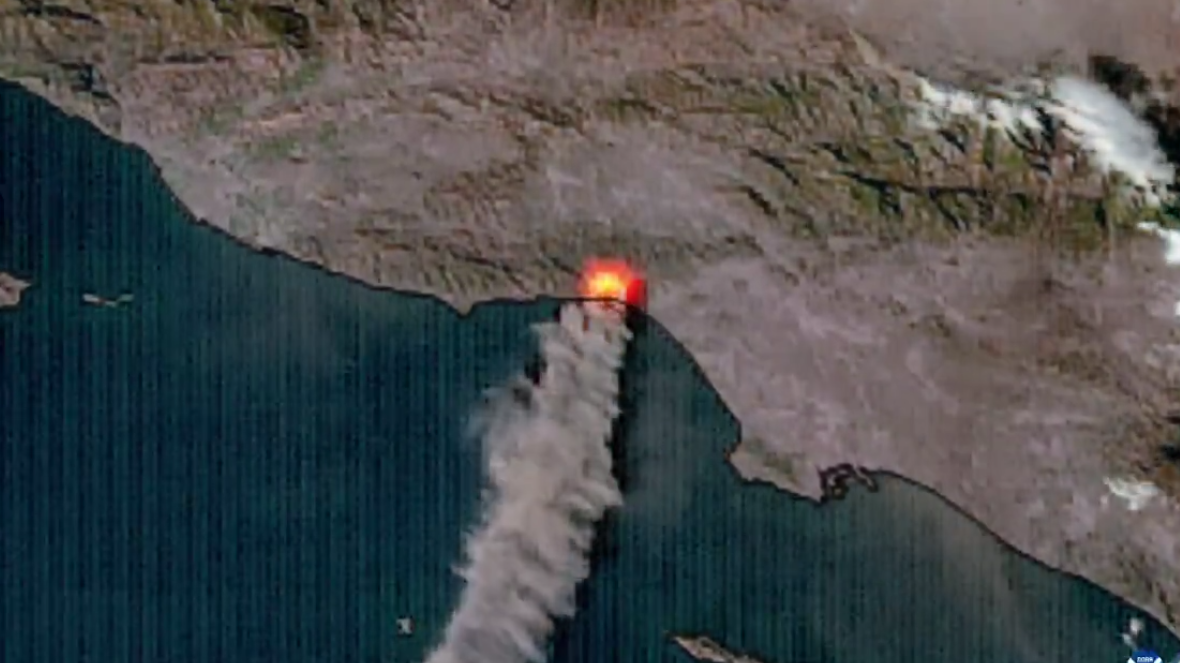
Satellietfoto van de branden op 7 januari 2025
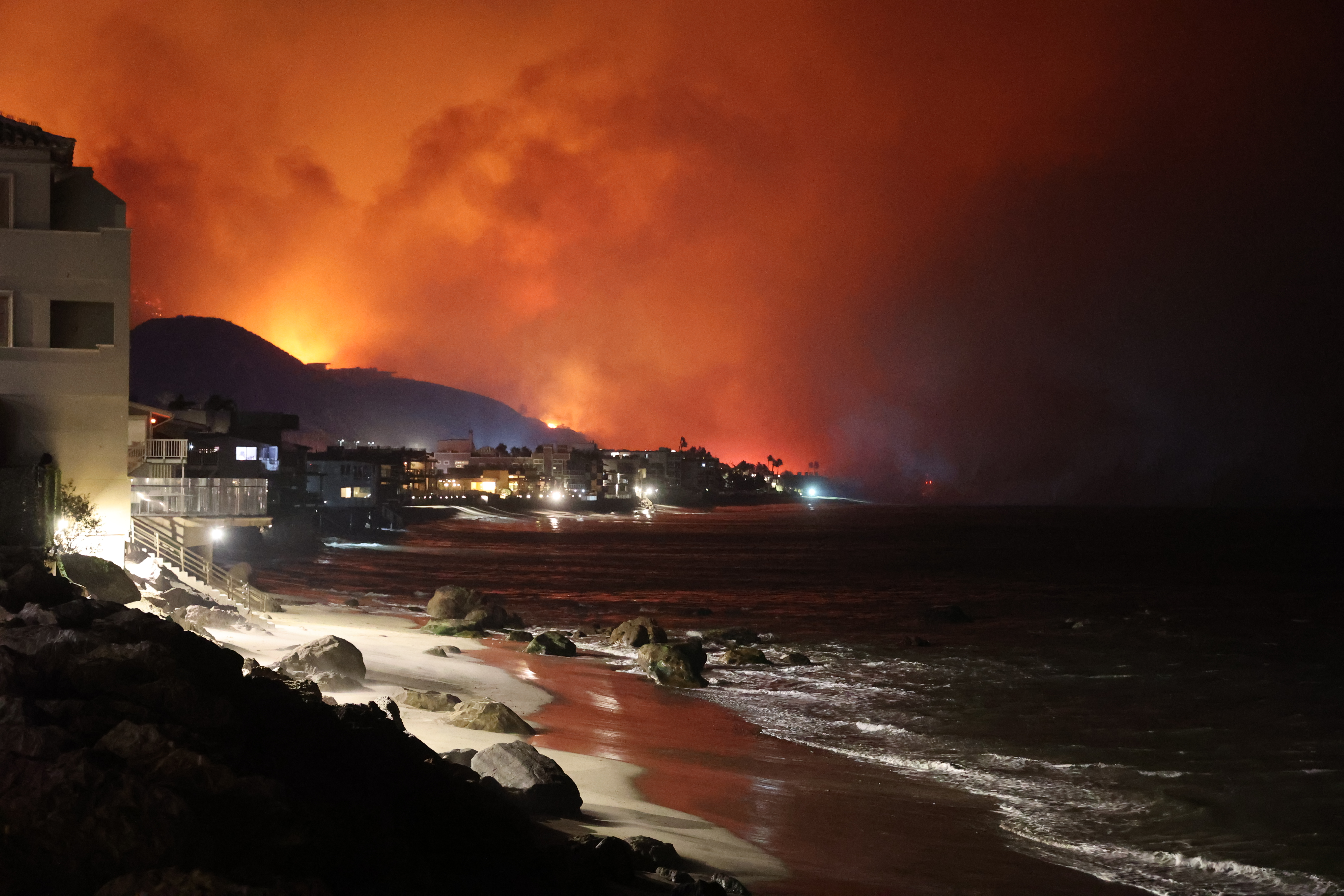
Brand gezien vanaf de kust
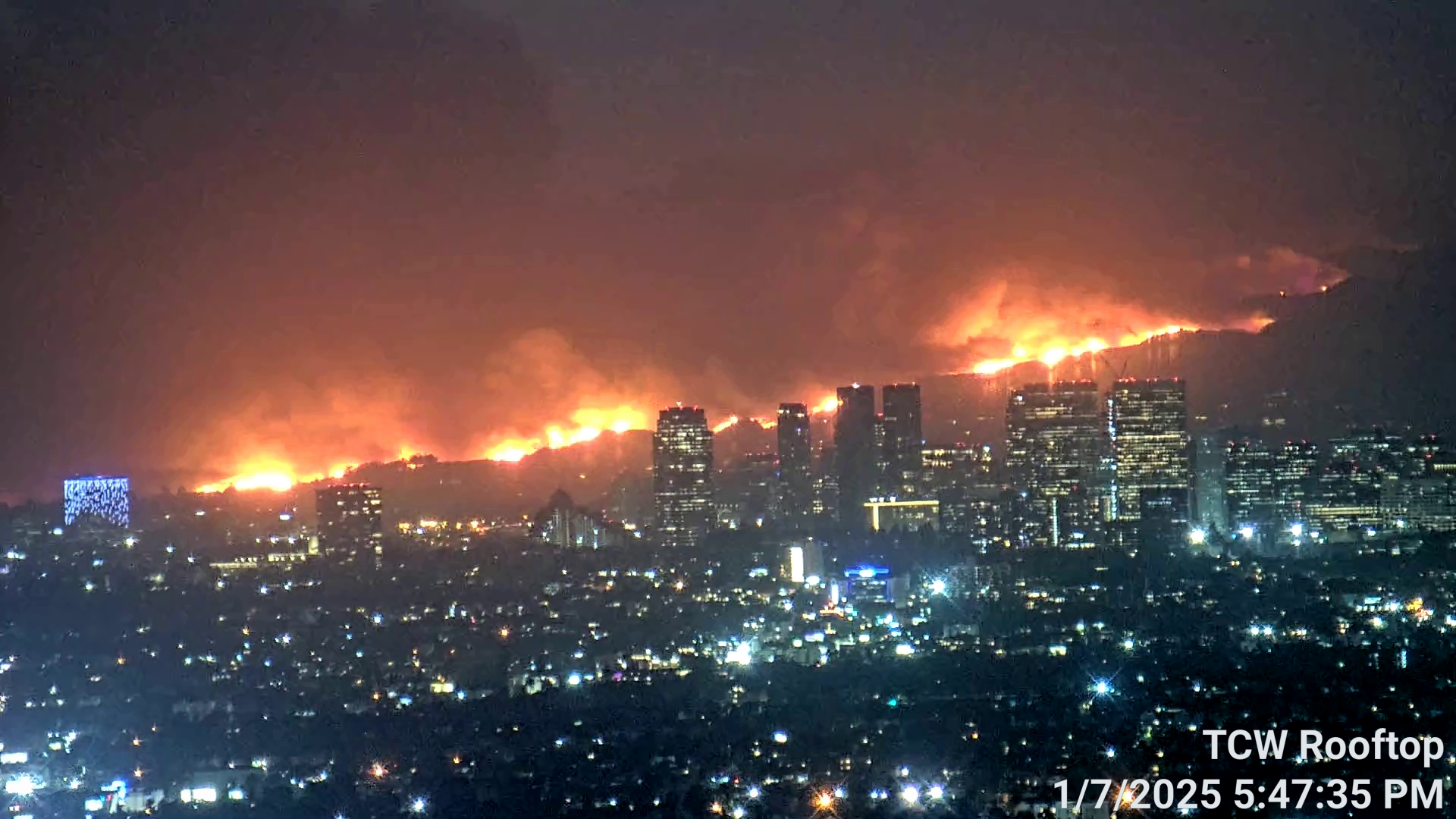
Brand gezien vanuit het centrum van Los Angeles
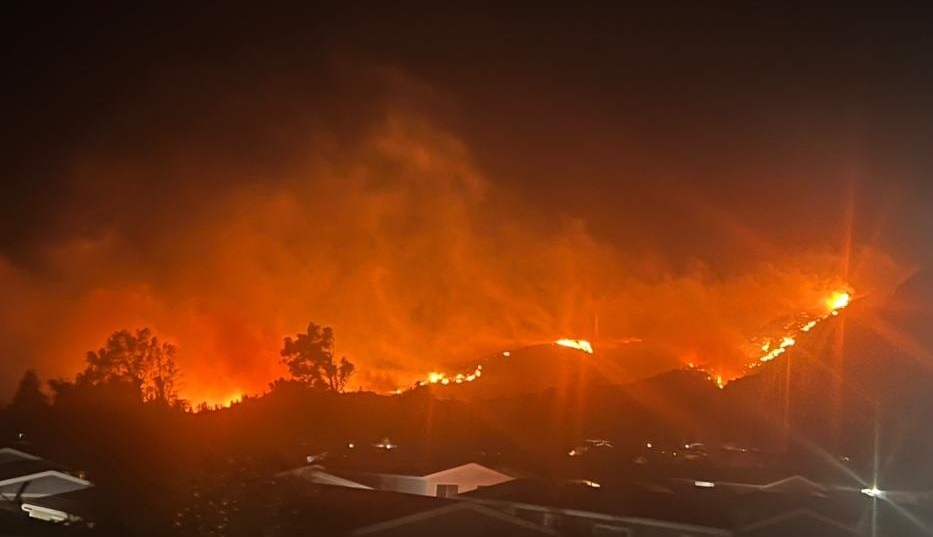
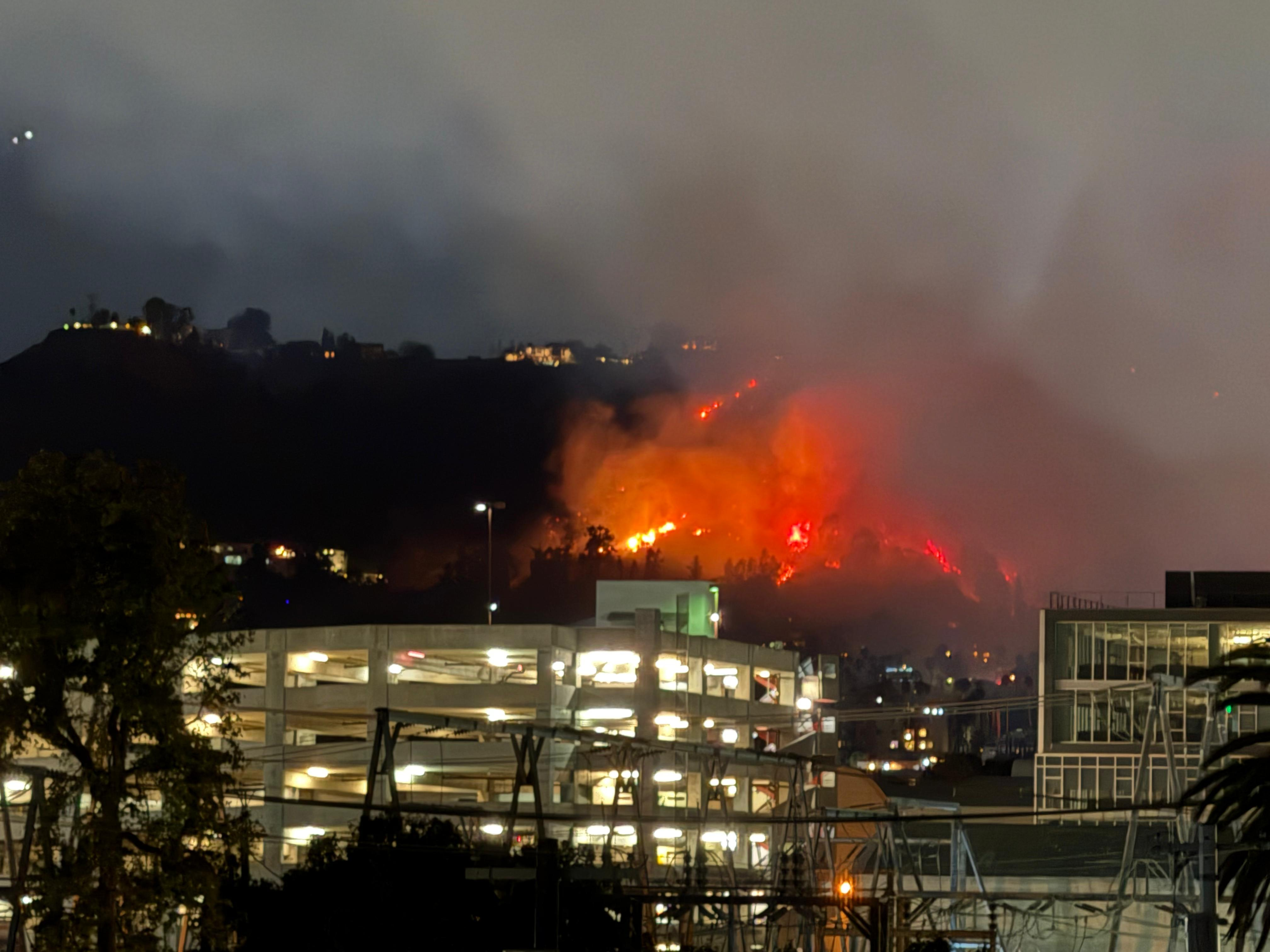
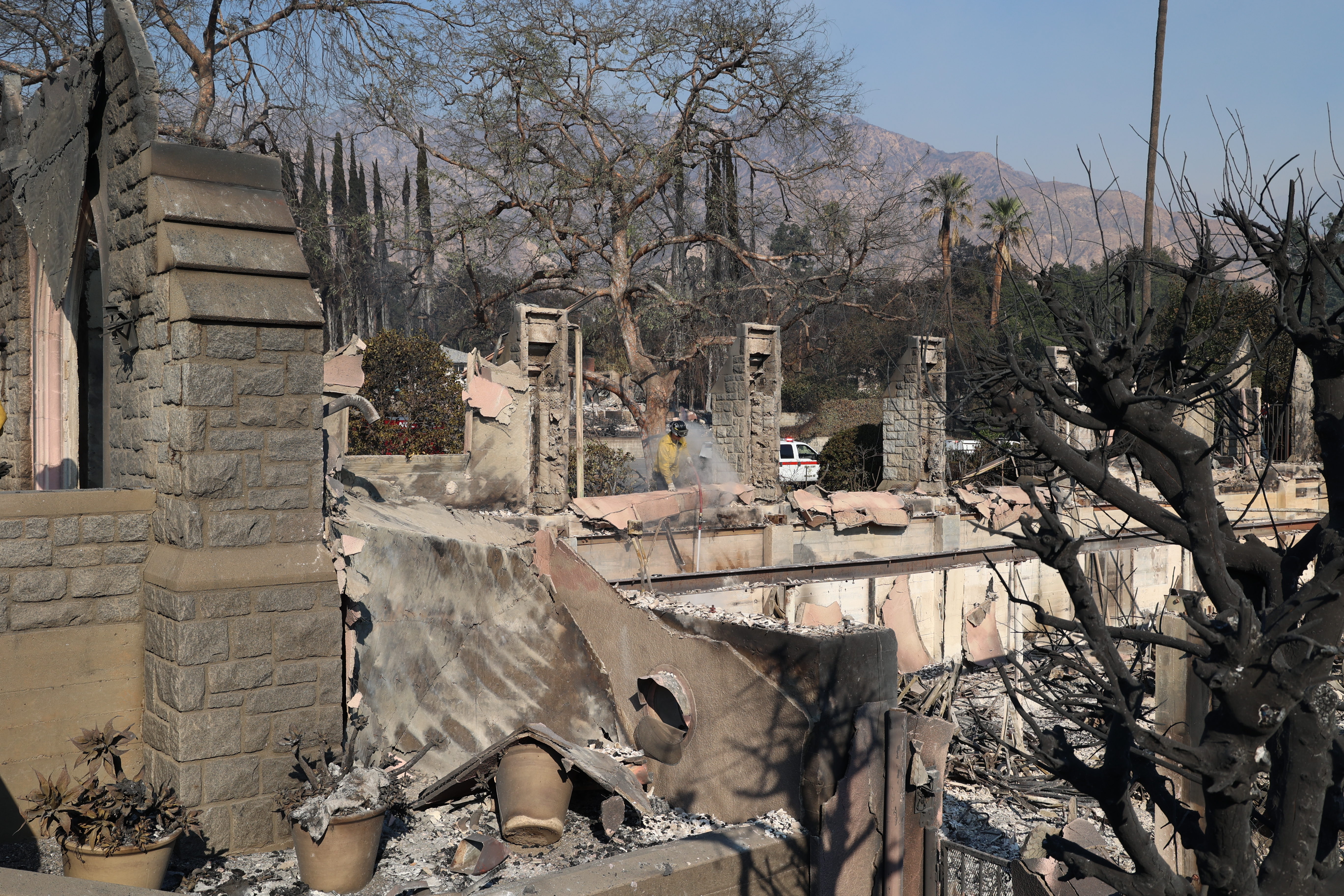
Restanten van een kerk in Altadena
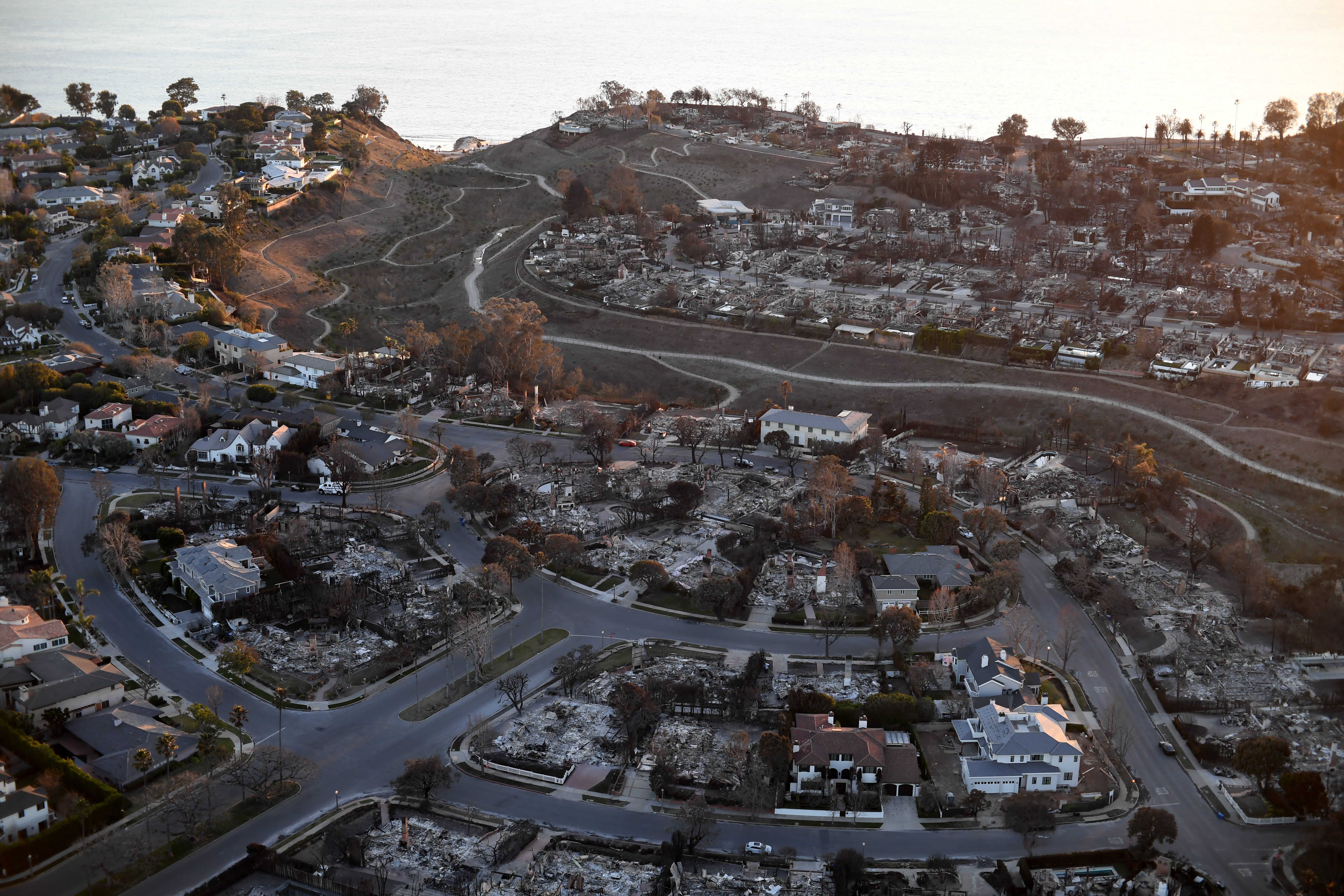
Afgebrande huizen in Pacific Palisades